# Carolina Panthers
Carolina Panthers är ett professionellt lag i den amerikanska National Football League (NFL) med hemort Charlotte i North Carolina. Carolina Panthers grundades 1995 och har Sedan 1996 spelat i North Carolina:s största stad, Charlotte. Däremot spelade laget sin första säsong i Clemson, South Carolina med Memorial Stadium som hemmaplan. Carolina Panthers representerar således North Carolina såväl som South Carolina. 
Laget tillhör konferensen National Football Conference(NFC) och tillhör divisionen NFC South där de varje säsong konkurrerar med lagen Atlanta Falcons, New Orleans Saints och Tampa Bay Buccaneers för att vinna divionsmästerskapet. 
Föreningen har ej fått se någon succé i form av en av Super Bowl-vinst. Trots det faktumet har Panthers supportrarna fått skåda "succé-spelare" såsom Cam Newton, Luke Kuechly och Steve Smith under lagets relativt korta sejour i NFL. 
Cameron Jerrell Newton a.k.a "Cam Newton" lyckades under hans MVP säsong(2015-2016) leda Carolina Panthers till lagets bästa säsong hittills med ett "record" på 15-1.  
Panthers ägs av miljardären David Tepper som köpte upp laget maj 2018 för $2,275 miljarder.

## Historik
År 1993 den 26 oktober blev det bekräftat att Carolina Panthers  tillsammans med Jacksonville Jaguars skulle bli de två senaste expansions-lagen i National Football League. Beslutet hade krävt 6 år av förarbete för Jerry Richardson som den 15  december år 1987 hade lagt ett bud för att Carolinas skulle få ett NFL-lag. Flera olika platser för att bygga den nya arenan hade övervägts men till slut beslöts det att Carolina Panthers hemmaplan skulle bli i Charlotte, North Carolina. Det möttes med jubel och firande av invånarna och ett flertal raketer sågs på himmelen över Charlotte den dag beslutet fattades.
Arenan kom dock inte i bruk förrän till lagets andra säsong i National Football League som spelades år 1996. 
Carolina Panthers första säsong(1995) slutade med 7 vinster och 9 förluster, den bästa första-säsongen av ett NFL-lag hittills. Året efter (1996) avslutade laget grundsäsongen med 12 vinster och 4 förluster. Detta ledde hela vägen till en konferens-final där Carolina Panthers förlorade 30-13 mot Green Bay Packers som en match senare blev mästare i National Football League.

## Hemmaarena
Bank of America Stadium, som har en kapacitet av 72 500 åskådare, invigdes år 1996.
Arenan var designad av HOK Sports Facilities Group och var mellan årtalen 1994-2004 kallad "Ericsson Stadium". Anläggningens syfte såväl som en amerikansk-fotbolls arena är också att vara Carolina Panthers huvudkontor. Inte förrän år 2020 tog föreningen beslutet att påbörja bygget av nytt huvudkontor, då Rock Hill ansågs vara den mest optimala platsen för detta. Anläggningen skulle enligt rapporter vara klar år 2023 men än så länge verkar omlokaliserings-processen allt annat än simpel. Charlotte må bli den nya destinationen för bygget efter att kontraktet mellan NFL-laget och Rock Hill & S.C. politiker är avslutat.

## Tävlingsdräkt
- Hemma: Mörkblå tröja med vit text, vita byxor med blå revärer
- Borta: Vit tröja med blå text, vita byxor med blå revärer
- Hjälm: Silverfärgad med ett svart panterhuvud på sidorna

## Logotyp
2012 bytte man till den nuvarande logotypen för att få ett mer "aggressivt och modernt utseende".

## Viktiga Spelare
- Nr. 1 Cam Newton QB (MVP-2015)
- Nr. 59 Luke Kuechly MLB
- Nr. 89 Steve Smith WR

## Super Bowl
- Super Bowl XXXVIII/2003-2004 säsongen med förlust mot New England Patriots, slutresultatet blev 32–29.
- Super Bowl 50/2015-2016 säsongen med förlust mot Denver Broncos, slutresultatet blev 24-10.

## Pensionerade tröjnummer
| Carolina Panthers pensionerade tröjnummer |           |          |           |
| Nr                                        | Spelare   | Position | Aktiva år |
| 51                                        | Sam Mills | LB       | 1986-1997 |